# 21424 Faithchang
21424 Faithchang è un asteroide della fascia principale. Scoperto nel 1998, presenta un'orbita caratterizzata da un semiasse maggiore pari a 2,1816772 UA e da un'eccentricità di 0,0967003, inclinata di 4,42004° rispetto all'eclittica.